# Anteaeolidiella lurana
Anteaeolidiella lurana is een slakkensoort uit de familie van de Aeolidiidae. De wetenschappelijke naam van de soort werd voor het eerst geldig gepubliceerd in 1967 door Marcus & Marcus als Aeolidiella lurana.